# ادب بیضایی
حسین بیضایی (یا بیضائی)، متخلّص به ادب، (۱۳۷۷–۱۳۰۹) شاعرِ پارسی‌گوی سده چهاردهمِ هجریِ خورشیدی است.

## سرگذشت
ادب، زاده به سالِ ۱۳۰۹ در کاشان، فرزندِ حسن بیضایی و برادرزادهٔ ادیب بیضایی و ذکایی بیضایی بود. او به رسمِ خانوادگی شاعری را برگزید و در سالِ ۱۳۲۵ از زادگاهش به تهران کوچید و از اعضای دائمی انجمن ادبی عمویش، ذکائی، شد. رمانِ کوتاهِ معجزه عشق از اوست. ادب وارثِ دفترهای شعرِ پسرعمویش، پرتو بیضایی، بود. او سرانجام در بهارِ ۱۳۷۷ درگذشت. در دههٔ ۱۳۲۰ او با یاور همدانی، که مراوده‌هایی با پرتو بیضایی و انجمن‌های ادبی داشت، دوست صمیمی بودند.
ادب در اواخرِ عمر بعضی از شعرهایش را در مجلّهٔ دنیای سخن منتشر می‌کرد.